# Niklozamid
Niklozamid – organiczny związek chemiczny stosowany jako lek przeciwpasożytniczy w leczeniu zakażenia tasiemcem – tasiemcem nieuzbrojonym, tasiemcem uzbrojonym, brudzogłowcem szerokim oraz tasiemcem karłowatym.

## Mechanizm działania
Niklozamid hamuje wytwarzanie ATP u pasożytów oraz wywiera wpływ na metabolizm węglowodanów. Ponadto powoduje wzrost wrażliwości tasiemców na enzymy proteolityczne.

## Działania niepożądane
Sporadycznie występują dolegliwości żołądkowo-jelitowe.

## Stosowanie
Podaje się jednorazowo w dawce 2 g. W inwazji wywołanej T. solium po 2 godz. od podania niklozamidu należy zastosować lek przeczyszczający, ponieważ nie wywołuje on obumarcia jaj tasiemców, które mogłyby przedostać się do krwiobiegu i spowodować rozwój wągrzycy.

## Preparaty
- Devermin (Chinoin)
- Radeverm (Germed)
- Teniarene (Amsa)
- Trédémine (Bellon)
- Yomesan (Bayer)